# Minettia galil
Minettia galil är en tvåvingeart som beskrevs av Amnon Freidberg 1991. Minettia galil ingår i släktet Minettia och familjen lövflugor.
Artens utbredningsområde är Israel. Inga underarter finns listade i Catalogue of Life.